# Sven-Eric Bechtolf
Sven-Eric Bechtolf (* 13. Dezember 1957 in Darmstadt) ist ein deutscher Schauspieler, Theater- und Opernregisseur. Er war in den Festspielsommern 2015 und 2016 verantwortlich für die künstlerische Gesamtplanung der Salzburger Festspiele.

## Leben
Der Sohn des Bankiers Hans Joachim Bechtolf (* 1923 in Wuppertal) sowie Enkel von dessen Vater Erich Bechtolf sowie eines Marionettentheatermachers wuchs in Hamburg auf.
Sven-Eric Bechtolf erwarb seine Ausbildung von 1977 bis 1980 am Salzburger Mozarteum und arbeitete später an renommierten Theatern wie z. B. dem Zürcher Schauspielhaus, am Schauspielhaus Bochum und am Hamburger Thalia-Theater – an letzterem war er auch einige Zeit in der Direktion tätig.
Seinen ersten Fernsehauftritt hatte er 1979 als Nebendarsteller in dem Dreiteiler Ein Kapitel für sich. In den 1980er und 1990er Jahren war Bechtolf vor allem in Krimiserien zu sehen, zum Beispiel in Der Alte (neunmal), Derrick (fünfmal), Tatort (zweimal) sowie in Großstadtrevier und Balko. Einem breiten Publikum bekannt wurde er im Jahre 1983 durch den Psychothriller Tiefe Wasser – mit Constanze Engelbrecht und Peter Bongartz – nach dem gleichnamigen Roman von Patricia Highsmith. In der Reihe Ärzte war er zwischen 1996 und 1999 als Dr. Konrad Vogt einer der Hauptdarsteller.
Seit 1999 arbeitete er am Wiener Burgtheater, wo er bis 2006 festes Ensemblemitglied war, und spielt regelmäßig bei den Salzburger Festspielen, so 2007, wo er in Jedermann in einer Doppelrolle Guter Gesell/ Teufel spielte. Sein Repertoire ist umfangreich und umfasst Rollen wie Leonce, Karl Moor bis zu Othello, Robespierre und Arturo Ui. Am 16. Dezember 2005 hatte am Burgtheater Andrea Breths Neuinszenierung von Minna von Barnhelm mit Bechtolf in der Rolle des Major Tellheim Premiere.
Bechtolf arbeitete mit Regisseuren wie Ruth Berghaus, Andrea Breth, Benno Besson, Jürgen Flimm, Gerd Heinz, Andreas Kriegenburg, Robert Wilson, Luc Bondy und Frank-Patrick Steckel zusammen. Eine seiner bekannteren Rollen war 2000 die des Hubert Finidori in dem Theaterstück Drei Mal Leben von Yasmina Reza (Regie: Luc Bondy).
Nach seiner Inszenierung des Ein-Personen-Stücks Der Bau von Franz Kafka in Bochum, in dem er auch die Hauptrolle spielte, wurde er an das Hamburger Thalia Theater für verschiedene Produktionen als Regisseur verpflichtet: Die Schlacht von Heiner Müller, Der Streit von Pierre Carlet de Marivaux (1995 zum Berliner Theatertreffen eingeladen), Shakespeares Romeo und Julia, Von morgens bis mitternachts von Georg Kaiser und Baal von Bertolt Brecht. Beim Festival Grec in Barcelona inszenierte Bechtolf Leonce und Lena von Georg Büchner, am Wiener Burgtheater Reigen von Arthur Schnitzler und Cyrano de Bergerac von Edmond Rostand.
Bechtolf arbeitet auch im Musiktheater: Im Jahr 2000 war die Zürcher Neuinszenierung von Alban Bergs Lulu seine erste Arbeit als Opernregisseur. An der Wiener Staatsoper führte Bechtolf im Dezember 2006 Regie bei Richard Strauss’ Arabella (Bühnenbild Rolf Glittenberg, Kostüme Marianne Glittenberg). Dieselbe Oper inszenierte er 2007 auch an der Hamburgischen Staatsoper. 2004 inszenierte er in Zürich Pelléas et Mélisande von Claude Debussy.
Am Opernhaus Zürich inszenierte Bechtolf zwischen 2006 und 2009 die drei Da-Ponte-Opern von Wolfgang Amadeus Mozart, es dirigierte Franz Welser-Möst und die Ausstattung oblag dem Ehepaar Rolf Glittenberg (Bühnenbild) und Marianne Glittenberg (Kostüme). Der Zyklus begann im Mai 2006 mit Don Giovanni, es folgte 2007 Le nozze di Figaro und den Abschluss bildete 2009 Così fan tutte. Dasselbe Team gestaltete zwischen 2007 und 2009 auch eine Neuinszenierung von Richard Wagners Der Ring des Nibelungen an der Wiener Staatsoper.
2012 wurde Bechtolf Schauspielchef der Salzburger Festspiele unter dem Intendanten Alexander Pereira. Er galt als Pereiras Wunschkandidat, nachdem er am Zürcher Opernhaus mehrfach mit ihm zusammengearbeitet hat. Nachdem Pereira 2014 vorzeitig um Vertragsauflösung ersuchte und als Intendant an die Scala in Mailand wechselte, ersuchte das Kuratorium der Festspiele Bechtolf die Gesamtverantwortung für die Festspiele in den Jahren 2015 und 2016 zu übernehmen.
Er war mit der schweizerischen Schauspielerin Charlotte Schwab verheiratet, mit der er ein Kind hat. Seit Februar 2016 ist er mit der Sopranistin Anett Fritsch verheiratet.

## Hörspiele  (Auswahl)
- 1991: Karl-Heinz Bölling: Der Rentner – Regie: Hans Gerd Krogmann

## Filmografie (Auswahl)
- 1979: Ein Kapitel für sich (Fernseh-Dreiteiler)
- 1980–1993: Derrick (Fernsehserie, fünf Folgen)
- 1982: Der Zauberberg
- 1982: Blut und Ehre – Jugend unter Hitler (Fernsehmehrteiler)
- 1982: Sonderdezernat K1 (Fernsehserie, eine Folge)
- 1984–1996: Der Alte (Fernsehserie, neun Folgen)
- 1993: Die Männer vom K3 (Fernsehserie, eine Folge)
- 1995: Alles außer Mord (Fernsehserie, eine Folge)
- 1996: Tatort: Parteifreunde (Fernsehreihe)
- 1997: Großstadtrevier (Fernsehserie, eine Folge)
- 1998: Balko (Fernsehserie, eine Folge)
- 2000: Die Wüstenrose (Fernsehzweiteiler)
- 2000: Tatort: Der schwarze Skorpion (Fernsehreihe)
- 2020: Das Geheimnis der Freiheit
- 2021: Polizeiruf 110: Hermann (Fernsehreihe)
- 2022: Polizeiruf 110: Black Box
- 2022: Tatort: Das Tor zur Hölle (Fernsehreihe)
- 2022: Süßer Rausch (2-teiliger Fernsehfilm)
- 2022: In einem Land, das es nicht mehr gibt

## Auszeichnungen
- 2001 Nestroy-Theaterpreis als Bester Schauspieler für seine Rolle in Drei Mal Leben (Hubert Finidori) – Akademietheater/Burgtheater
- 2002 Nestroy-Theaterpreis als Bester Schauspieler für seine Rolle in Das weite Land (Hofreiter) – Salzburger Festspiele
- 2011 Albin-Skoda-Ring
- 2016 Österreichisches Ehrenkreuz für Wissenschaft und Kunst I. Klasse[6]

## Publikationen (Auswahl)
- Vorabend: Eine Aneignung, zu: Richard Wagner, Der Ring des Nibelungen, Belletristische Darstellung, Haymon Verlag, Innsbruck 2007, ISBN 978-3-85218-545-3.[7]
- Nichts bleibt so, wie es wird, Roman, Haymon Verlag, Innsbruck 2019, ISBN 978-3-7099-3464-7.